# Mervilla
Cet article possède des paronymes, voir Marville et Merville.
Mervilla est une commune française située dans le nord du département de la Haute-Garonne en région Occitanie. Mervilla fait partie de la communauté d’agglomération du Sicoval. Ses habitants sont appelés les Mervillageois.
Sur le plan historique et culturel, la commune est dans le Lauragais, l'ancien « Pays de Cocagne », lié à la fois à la culture du pastel et à l’abondance des productions, et de « grenier à blé du Languedoc ». Exposée à un climat océanique altéré, elle est drainée par le ruisseau de Réganel et par divers autres petits cours d'eau.
Mervilla est une commune rurale qui compte 299 habitants en 2022, après avoir connu une forte hausse de la population depuis 1962. Elle appartient à l'unité urbaine de Toulouse et fait partie de l'aire d'attraction de Toulouse. Ses habitants sont appelés les Mervillageois ou  Mervillageoises.
Commune résidentielle des coteaux du sud-est toulousain, l’originalité majeure de Mervilla, à 10 minutes de la station de métro de Ramonville, réside encore dans une identité agricole affirmée.

## Géographie

### Localisation
La commune de Mervilla se trouve dans le département de la Haute-Garonne, en région Occitanie.
Elle se situe à 11 km à vol d'oiseau de Toulouse, préfecture du département, et à 2 km de Castanet-Tolosan, bureau centralisateur du canton de Castanet-Tolosan dont dépend la commune depuis 2015 pour les élections départementales.
La commune fait en outre partie du bassin de vie de Toulouse.
Les communes les plus proches sont : 
Vigoulet-Auzil (1,1 km), Rebigue (2,2 km), Castanet-Tolosan (2,2 km), Auzeville-Tolosane (2,3 km), Pechbusque (2,5 km), Vieille-Toulouse (2,9 km), Péchabou (2,9 km), Aureville (3,3 km).
Mervilla est limitrophe de six autres communes.
Les communes limitrophes sont  Aureville, Auzeville-Tolosane, Castanet-Tolosan, Pechbusque, Rebigue et Vigoulet-Auzil.
| Pechbusque     | Auzeville-Tolosane |                  |
| Vigoulet-Auzil | Mervilla           | Castanet-Tolosan |
| Aureville      | Rebigue            |                  |

### Géologie
Mervilla est une commune du Lauragais géographique qui constitue une région naturelle  dont l’identité est à la fois géologique, climatique et agricole. Le Lauragais géographique en tant que tel constitue une région agricole française.
Sur le plan géologique, les sols de Mervilla sont représentatifs des mollasses du Lauragais, qui sont des dépôts lacustres et fluviatiles de l’Oligocène,. Ces mollasses sont appelées terrefort quand elles sont argilo-calcaires, comme c’est le cas sur les coteaux de Mervilla, et elles ont alors une très bonne valeur agronomique notamment en tant que terre à blé, vocation historique du Lauragais.
Ces coteaux mollassiques sont entaillés de multiples vallons avec de petits ruisseaux comme ceux qui existent sur la commune (voir le plan de Mervilla).

### Hydrographie

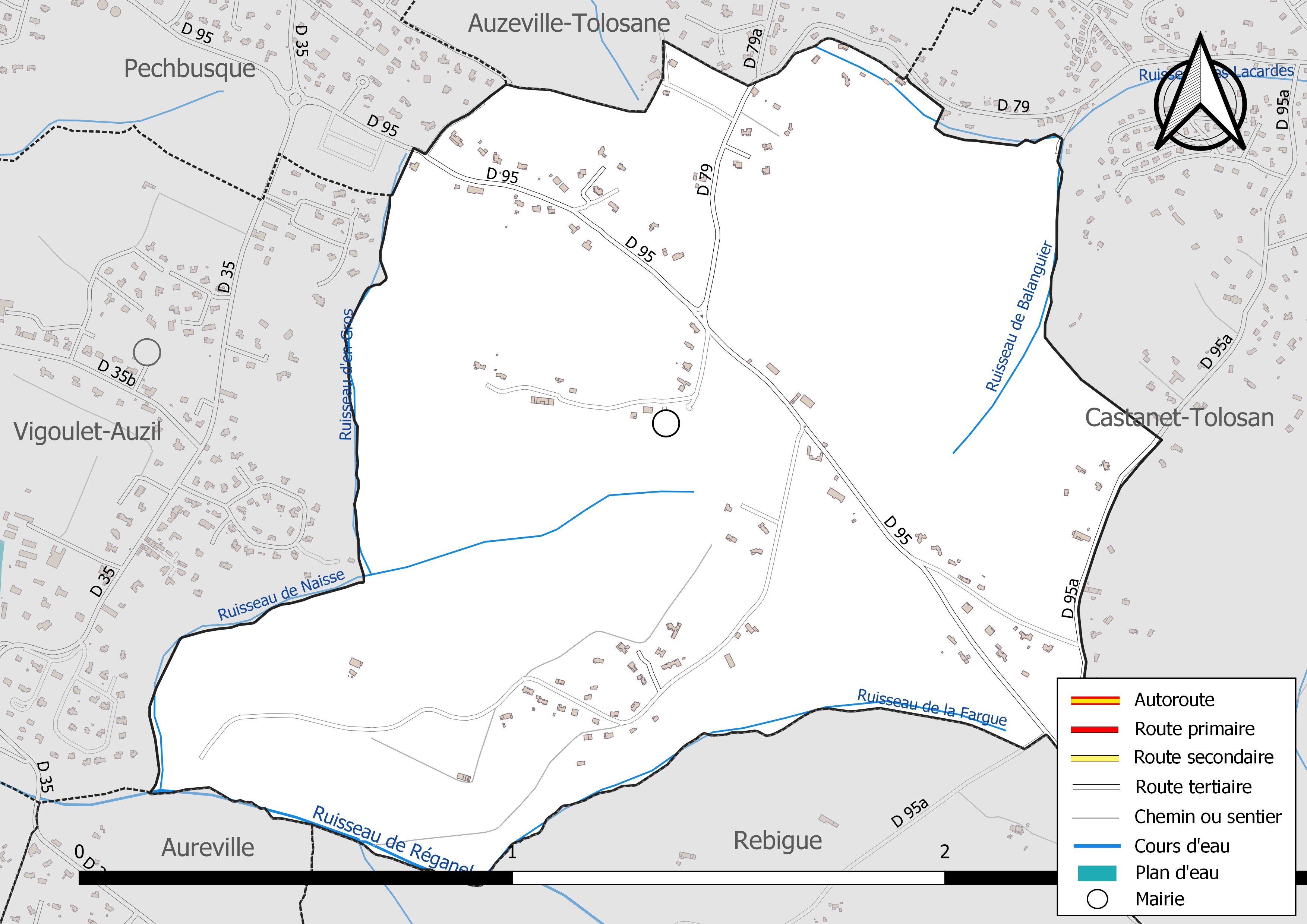
Réseaux hydrographique et routier de Mervilla.

La commune est dans le bassin de la Garonne, au sein du bassin hydrographique Adour-Garonne. Elle est drainée par le ruisseau de Réganel, le ruisseau de Balanguier, le ruisseau de la Fargue, le ruisseau de Naisse, le ruisseau d'en-Gros, le ruisseau des Lacardes et par un petit cours d'eau, constituant un réseau hydrographique de 4 km de longueur totale,.

### Climat
Pour des articles plus généraux, voir Climat de l'Occitanie et Climat de la Haute-Garonne.
En 2010, le climat de la commune est de type climat du Bassin du Sud-Ouest, selon une étude s'appuyant sur une série de données couvrant la période 1971-2000. En 2020, Météo-France publie une typologie des climats de la France métropolitaine dans laquelle la commune est exposée à un climat océanique altéré et est dans la région climatique Aquitaine, Gascogne, caractérisée par une pluviométrie abondante au printemps, modérée en automne, un faible ensoleillement au printemps, un été chaud (19,5 °C), des vents faibles, des brouillards fréquents en automne et en hiver et des orages fréquents en été (15 à 20 jours).
Pour la période 1971-2000, la température annuelle moyenne est de 12,9 °C, avec une amplitude thermique annuelle de 15,4 °C. Le cumul annuel moyen de précipitations est de 759 mm, avec 9,2 jours de précipitations en janvier et 5,6 jours en juillet. Pour la période 1991-2020, la température moyenne annuelle observée sur la station météorologique la plus proche, située sur la commune de Cugnaux à 11 km à vol d'oiseau, est de 14,3 °C et le cumul annuel moyen de précipitations est de 635,7 mm,. Pour l'avenir, les paramètres climatiques de la commune estimés pour 2050 selon différents scénarios d'émission de gaz à effet de serre sont consultables sur un site dédié publié par Météo-France en novembre 2022.

### Milieux naturels et biodiversité
Aucun espace naturel présentant un intérêt patrimonial n'est recensé sur la commune dans l'inventaire national du patrimoine naturel,,.

## Urbanisme

### Typologie
Au 1er janvier 2024, Mervilla est catégorisée commune rurale à habitat dispersé, selon la nouvelle grille communale de densité à sept niveaux définie par l'Insee en 2022.
Elle appartient à l'unité urbaine de Toulouse, une agglomération inter-départementale regroupant 81  communes, dont elle est une commune de la banlieue,,. Par ailleurs la commune fait partie de l'aire d'attraction de Toulouse, dont elle est une commune de la couronne,. Cette aire, qui regroupe 527 communes, est catégorisée dans les aires de 700 000 habitants ou plus (hors Paris),.

### Occupation des sols
L'occupation des sols de la commune, telle qu'elle ressort de la base de données européenne d’occupation biophysique des sols Corine Land Cover (CLC), est marquée par l'importance des territoires agricoles (78,7 % en 2018), une proportion identique à celle de 1990 (78,7 %). La répartition détaillée en 2018 est la suivante : 
zones agricoles hétérogènes (73 %), forêts (17,9 %), terres arables (5,7 %), zones urbanisées (3,4 %). L'évolution de l’occupation des sols de la commune et de ses infrastructures peut être observée sur les différentes représentations cartographiques du territoire : la carte de Cassini (XVIIIe siècle), la carte d'état-major (1820-1866) et les cartes ou photos aériennes de l'IGN pour la période actuelle (1950 à aujourd'hui).

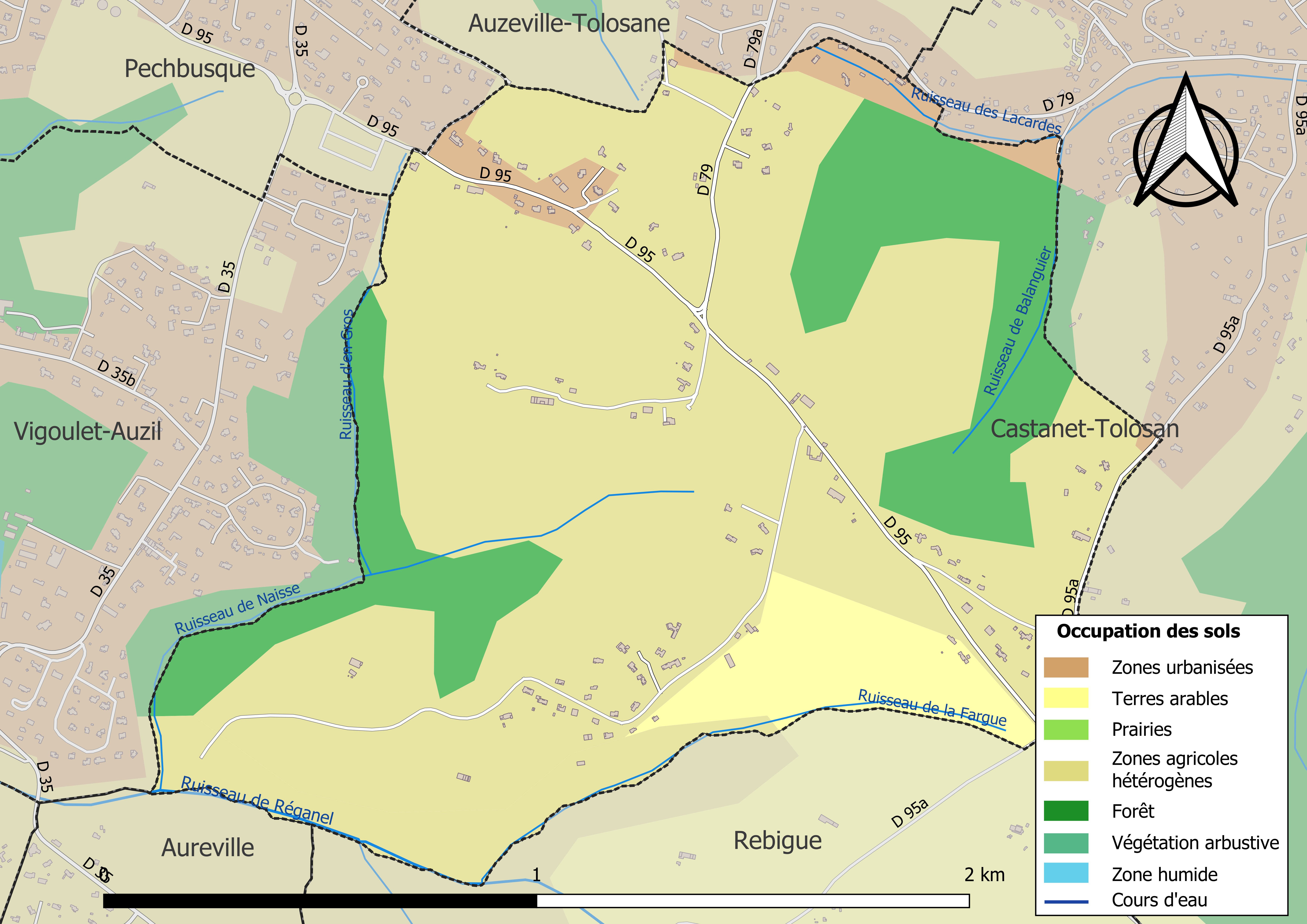
Carte des infrastructures et de l'occupation des sols de la commune en 2018 (CLC).

### Voies de communication et transports
Le TAD 119 du réseau Tisséo relie la commune à la station Ramonville du métro de Toulouse.

### Risques majeurs
Le territoire de la commune de Mervilla est vulnérable à différents aléas naturels : météorologiques (tempête, orage, neige, grand froid, canicule ou sécheresse) et séisme (sismicité très faible). Un site publié par le BRGM permet d'évaluer simplement et rapidement les risques d'un bien localisé soit par son adresse soit par le numéro de sa parcelle.

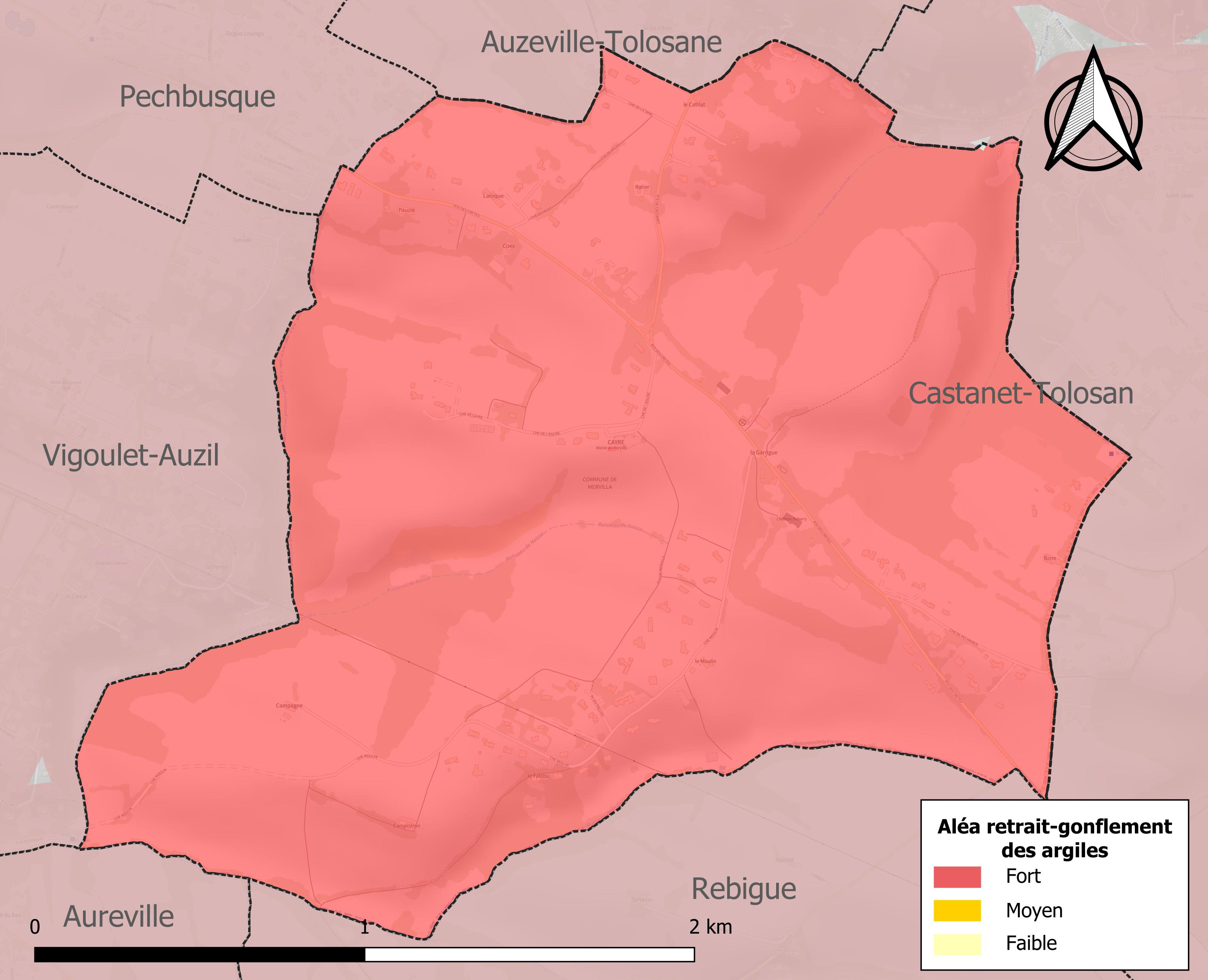
Carte des zones d'aléa retrait-gonflement des sols argileux de Mervilla.

Le retrait-gonflement des sols argileux est susceptible d'engendrer des dommages importants aux bâtiments en cas d’alternance de périodes de sécheresse et de pluie. La totalité de la commune est en aléa moyen ou fort (88,8 % au niveau départemental et 48,5 % au niveau national). Sur les 113 bâtiments dénombrés sur la commune en 2019, 113 sont en aléa moyen ou fort, soit 100 %, à comparer aux 98 % au niveau départemental et 54 % au niveau national. Une cartographie de l'exposition du territoire national au retrait gonflement des sols argileux est disponible sur le site du BRGM,.
Par ailleurs, afin de mieux appréhender le risque d’affaissement de terrain, l'inventaire national des cavités souterraines permet de localiser celles situées sur la commune.
Concernant les mouvements de terrains, la commune a été reconnue en état de catastrophe naturelle au titre des dommages causés par la sécheresse en 1995, 2003 et 2012 et par des mouvements de terrain en 1999.

## Histoire

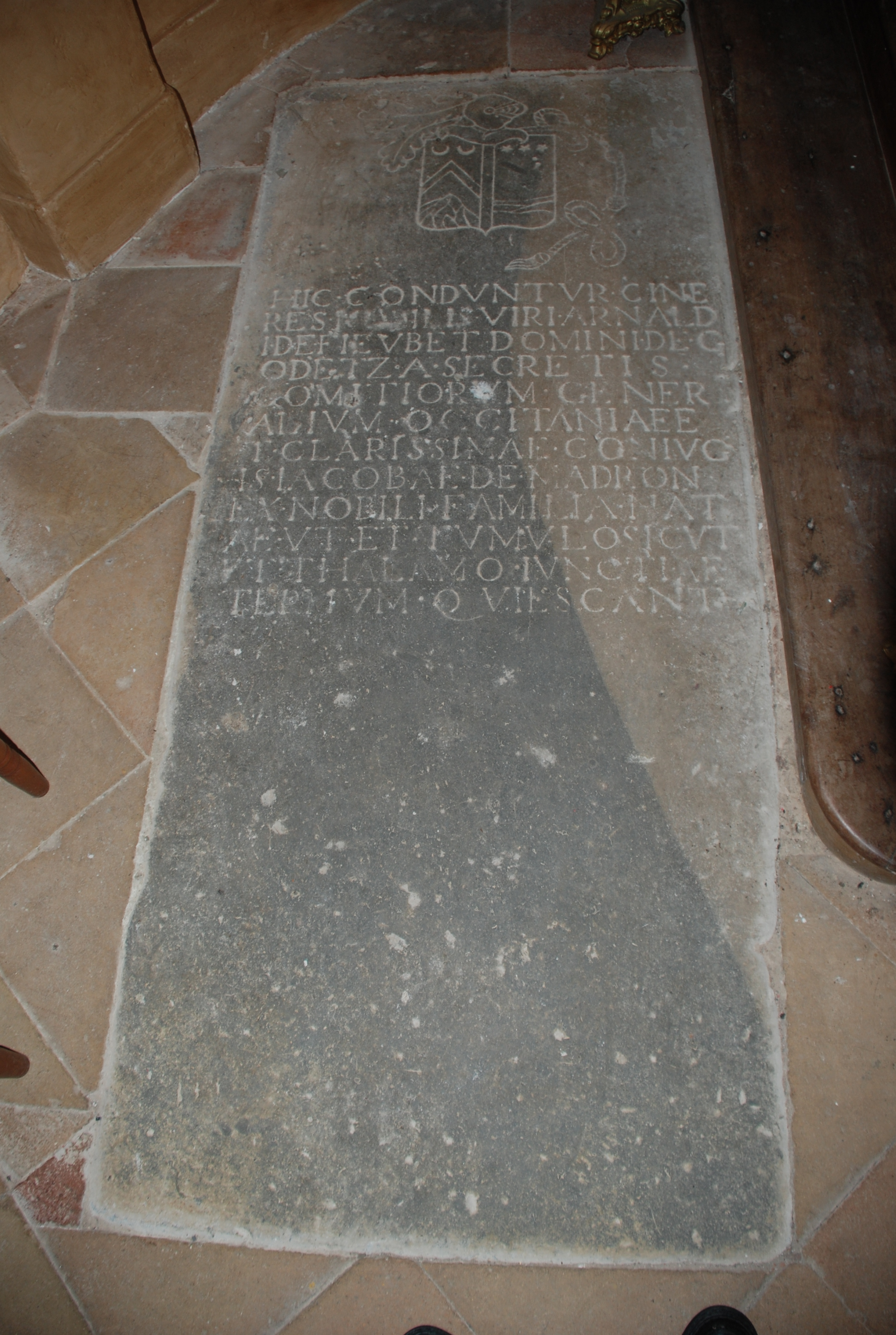
Dalle funéraire d'Arnaud de Fieubet dans l'église de Mervilla.

Mervilla et les familles Bérail et Fieubet.
Durant les XVIe et XVIIe siècles en particulier, l’histoire de Mervilla est notamment associée à celle de deux familles seigneuriales : les Bérail dont un des membres a été Capitoul, et les Fieubet qui s’installèrent à Mervilla en 1577 et acquirent la seigneurie de Mervilla, Rebigue et Castanet-Tolosan. Pour l'histoire des Fieubet et de leur implantation à Mervilla on consultera la notice qui leur a été consacrée.

### Héraldique
| Mervilla | Son blasonnement est : D’azur aux trois glands d’or. |

## Politique et administration

### Administration municipale
Le nombre d'habitants au recensement de 2017 étant compris entre 100 habitants et 499 habitants, le nombre de membres du conseil municipal pour l'élection de 2020 est de onze,.

### Rattachements administratifs et électoraux
Commune faisant partie de la dixième circonscription de la Haute-Garonne, du Sicoval et du canton de Castanet-Tolosan.

### Liste des maires
| Période                                  | Période  | Identité                        | Étiquette | Qualité     |
| ---------------------------------------- | -------- | ------------------------------- | --------- | ----------- |
| 1792                                     | 1795     | Jean Fauré                      |           |             |
| 1795                                     | 1796     | Augustin Cluzet                 |           |             |
| 1796                                     | 1797     | Jean Fauré                      |           |             |
| 1797                                     | 1813     | Jean Rouquet                    |           |             |
| 1813                                     | 1815     | Dubarry-Lesqueron               |           |             |
| 1815                                     | 1816     | Louis Sancené                   |           |             |
| 1816                                     | 1817     | Charles Coquil                  |           |             |
| 1817                                     | 1822     | Louis Sancené                   |           |             |
| 1830                                     | 1834     | Philippe Migear                 |           |             |
| 1834                                     | 1844     | Pierre Saltré                   |           |             |
| 1844                                     | 1876     | François Salvy                  |           |             |
| 1876                                     | 1886     | Casimir de Planet               |           |             |
| 1886                                     | 1904     | Xavier de Planet                |           |             |
| 1904                                     | 1905     | Jean Roquefort                  |           |             |
| 1905                                     | 1908     | Antoine Dupuy                   |           |             |
| 1908                                     | 1944     | Marie Joseph Etienne de Planet  |           |             |
| 1944                                     | 1947     | Jean Paul Alfred de Planet      |           |             |
| 1947                                     | 1959     | Jean Adolphe Xavier de Viguerie |           |             |
| 1959                                     | 1977     | André Couadau                   |           |             |
| 1977                                     | 1983     | Claude Leredde                  |           |             |
| 1983                                     | 1985     | André Couadau                   |           |             |
| 1985                                     | 1989     | Philippe Clouaire               |           |             |
| 1989                                     | 2001     | Pierre Viallard                 |           |             |
| 2001                                     | 2014     | Michel Terrissol                |           |             |
| 2014                                     | 2020     | Denis Loubet                    | SE        | Agriculteur |
| 2020                                     | En cours | Gérard Gardelle                 | SE        | Retraité    |
| Les données manquantes sont à compléter. |          |                                 |           |             |

### Politique environnementale
On se reportera à la fiche descriptive élaborée pour Mervilla par le Sicoval.
  Tout en affirmant son identité agricole aux portes de Toulouse, Mervilla fait état de deux nouveaux permis de construire par an et d’un POS qui prévoit à terme un maximum de 400 habitants.

## Population et société

### Démographie
L'évolution du nombre d'habitants est connue à travers les recensements de la population effectués dans la commune depuis 1793. Pour les communes de moins de 10 000 habitants, une enquête de recensement portant sur toute la population est réalisée tous les cinq ans, les populations de référence des années intermédiaires étant quant à elles estimées par interpolation ou extrapolation. Pour la commune, le premier recensement exhaustif entrant dans le cadre du nouveau dispositif a été réalisé en 2008.

En 2022, la commune comptait 299 habitants, en évolution de +12,41 % par rapport à 2016 (Haute-Garonne : +8,02 %, France hors Mayotte : +2,11 %).
| 1793 | 1800 | 1806 | 1821 | 1831 | 1836 | 1841 | 1846 | 1851 |
| ---- | ---- | ---- | ---- | ---- | ---- | ---- | ---- | ---- |
| 143  | 122  | 123  | 133  | 156  | 155  | 112  | 171  | 153  |

| 1856 | 1861 | 1866 | 1872 | 1876 | 1881 | 1886 | 1891 | 1896 |
| ---- | ---- | ---- | ---- | ---- | ---- | ---- | ---- | ---- |
| 152  | 146  | 131  | 120  | 94   | 83   | 78   | 85   | 78   |

| 1901 | 1906 | 1911 | 1921 | 1926 | 1931 | 1936 | 1946 | 1954 |
| ---- | ---- | ---- | ---- | ---- | ---- | ---- | ---- | ---- |
| 63   | 71   | 57   | 62   | 78   | 70   | 85   | 70   | 65   |

| 1962 | 1968 | 1975 | 1982 | 1990 | 1999 | 2006 | 2008 | 2013 |
| ---- | ---- | ---- | ---- | ---- | ---- | ---- | ---- | ---- |
| 58   | 65   | 112  | 101  | 124  | 172  | 237  | 256  | 261  |

| 2018 | 2022 | - | - | - | - | - | - | - |
| ---- | ---- | - | - | - | - | - | - | - |
| 272  | 299  | - | - | - | - | - | - | - |

| selon la population municipale des années : | 1968 | 1975 | 1982 | 1990 | 1999 | 2006 | 2009 | 2013 |
| Rang de la commune dans le département      | 546  | 394  | 417  | 411  | 373  | 349  | 333  | 339  |
| Nombre de communes du département           | 592  | 582  | 586  | 588  | 588  | 588  | 589  | 589  |

L’évolution démographique de la commune montre un accroissement modéré au cours de la première moitié du XIXe siècle (avec une chute inexpliquée en 1841 suivie d’une remontée et d’un maximum en 1846) puis une diminution régulière suivie d’une stagnation entre 1850 et 1950. Cette évolution se retrouve dans la plupart des communes rurales françaises avec des cinétiques variables suivant les régions et les communes. Dans le cas des communes du Lauragais, elle est communément rapportée aux crises agricoles, notamment à la baisse du prix du blé du fait des importations de blé de Russie puis des États-Unis, à partir de 1850. L’exode rural vers la ville qui offre de meilleurs salaires aux actifs salariés agricoles (brassiers, bordiers du Lauragais), joue aussi un rôle important, les deux facteurs étant d’ailleurs liés. Après les pertes humaines de la Grande Guerre, la revitalisation sera le fait de l’immigration, d’italiens principalement. Malgré le retour d’une situation agricole favorable avec les règlements céréaliers de La PAC dans les années 1960, l’exode rural se poursuivra parallèlement à la modernisation du système agricole dans son ensemble : mécanisation, remembrement, organisation économique.
 L’expansion de l’agglomération urbaine toulousaine est associée à un accroissement démographique rapide des communes de cette agglomération. C’est le cas des  communes des coteaux toulousains bénéficiant d’un bon accès aux réseaux urbains et périurbains. Par comparaison aux autres communes dans la même situation géographique, Mervilla a longtemps freiné cette urbanisation ce qui lui confère l’originalité agricole qu’elle a préservée jusqu’à présent.

### Enseignement
Mervilla fait partie de l'académie de Toulouse.

### Écologie et recyclage
La collecte et le traitement des déchets des ménages et des déchets assimilés ainsi que la protection et la mise en valeur de l'environnement se font dans le cadre du Sicoval.

## Économie

### Revenus
En 2018  (données Insee publiées en septembre 2021), la commune compte 105 ménages fiscaux, regroupant 307 personnes. La médiane du revenu disponible par unité de consommation est de 40 690 € (23 140 € dans le département).

### Emploi
|                | 2008  | 2013  | 2018  |
| -------------- | ----- | ----- | ----- |
| Commune        | 1,1 % | 2,5 % | 5 %   |
| Département    | 7,7 % | 9,6 % | 9,3 % |
| France entière | 8,3 % | 10 %  | 10 %  |

En 2018, la population âgée de 15 à 64 ans s'élève à 161 personnes, parmi lesquelles on compte 83,2 % d'actifs (78,3 % ayant un emploi et 5 % de chômeurs) et 16,8 % d'inactifs,. Depuis 2008, le taux de chômage communal (au sens du recensement) des 15-64 ans est inférieur à celui de la France et du département.
La commune fait partie de la couronne de l'aire d'attraction de Toulouse, du fait qu'au moins 15 % des actifs travaillent dans le pôle,. Elle compte 42 emplois en 2018, contre 33 en 2013 et 36 en 2008. Le nombre d'actifs ayant un emploi résidant dans la commune est de 128, soit un indicateur de concentration d'emploi de 32,9 % et un taux d'activité parmi les 15 ans ou plus de 62,1 %.
Sur ces 128 actifs de 15 ans ou plus ayant un emploi, 12 travaillent dans la commune, soit 9 % des habitants. Pour se rendre au travail, 84,4 % des habitants utilisent un véhicule personnel ou de fonction à quatre roues, 6,3 % les transports en commun, 4 % s'y rendent en deux-roues, à vélo ou à pied et 5,5 % n'ont pas besoin de transport (travail au domicile).

### Activités hors agriculture
29 établissements sont implantés  à Mervilla au 31 décembre 2019. Le tableau ci-dessous en détaille le nombre par secteur d'activité et compare les ratios avec ceux du département,.
Le secteur des activités spécialisées, scientifiques et techniques et des activités de services administratifs et de soutien est prépondérant sur la commune puisqu'il représente 37,9 % du nombre total d'établissements de la commune (11 sur les 29 entreprises implantées  à Mervilla), contre 19,8 % au niveau départemental.

### Industrie
- L'entreprise XP Metal Detectors fabrique des détecteurs de métaux et a son siège sur la commune.

### Autres activités
- Tourisme : deux gîtes ruraux labellisés trois épis

### Agriculture
|               | 1988 | 2000 | 2010 | 2020 |
| ------------- | ---- | ---- | ---- | ---- |
| Exploitations | 5    | 5    | 3    | 3    |
| SAU (ha)      | 142  | 284  | 296  | 270  |

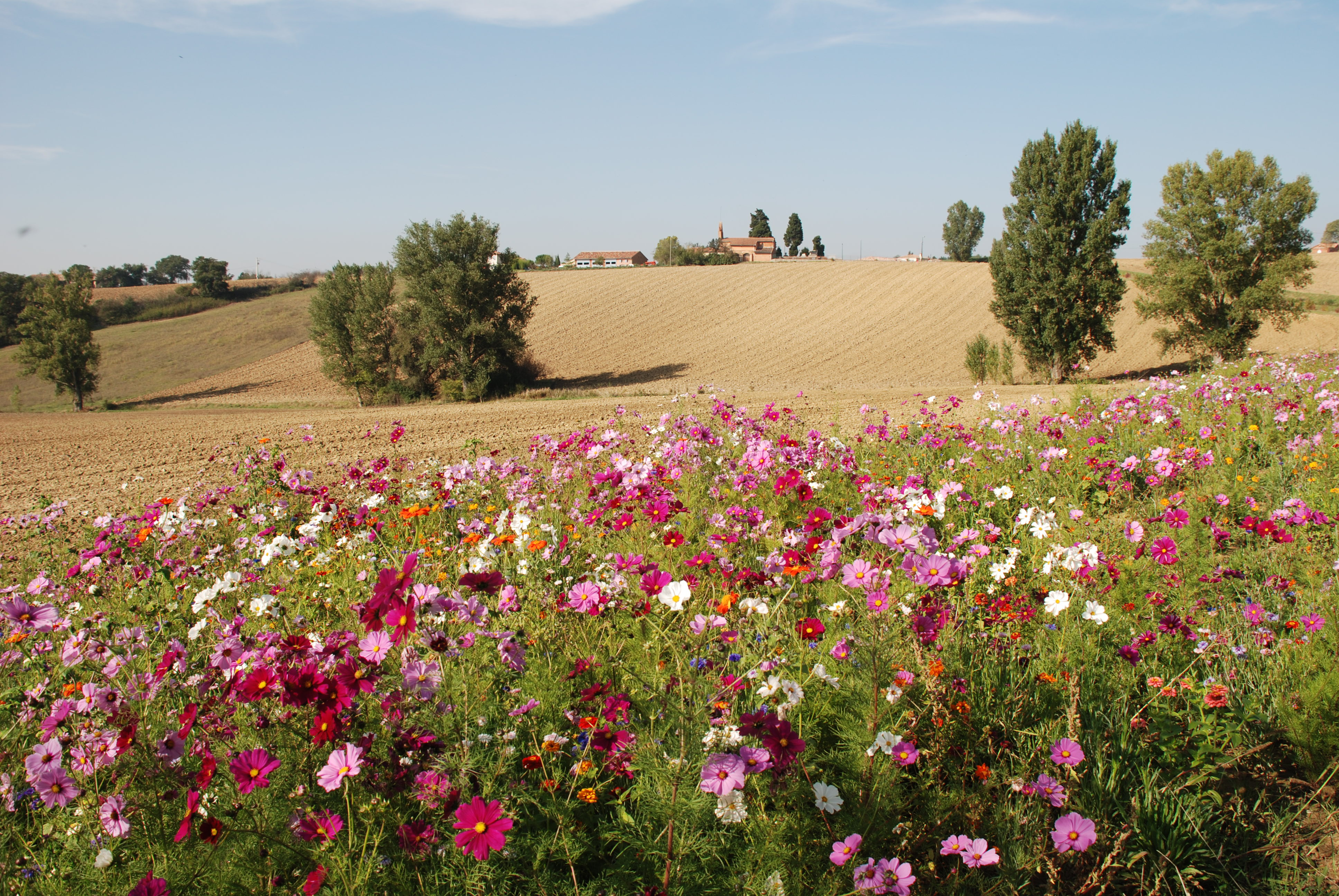
Jachère fleurie à Mervilla.

La commune est dans le Lauragais, une petite région agricole occupant le nord-est du département de la Haute-Garonne, dont les coteaux portent des grandes cultures en sec avec une dominante blé dur et tournesol. En 2020, l'orientation technico-économique de l'agriculture  sur la commune est la culture de céréales et/ou d'oléoprotéagineuses. Trois exploitations agricoles ayant leur siège dans la commune sont dénombrées lors du recensement agricole de 2020 (cinq en 1988). La superficie agricole utilisée est de 270 ha,,.
- L'agriculture de production
- Vers une agriculture de services : agriculture et environnement aux portes de Toulouse

## Culture locale et patrimoine

### Lieux et monuments

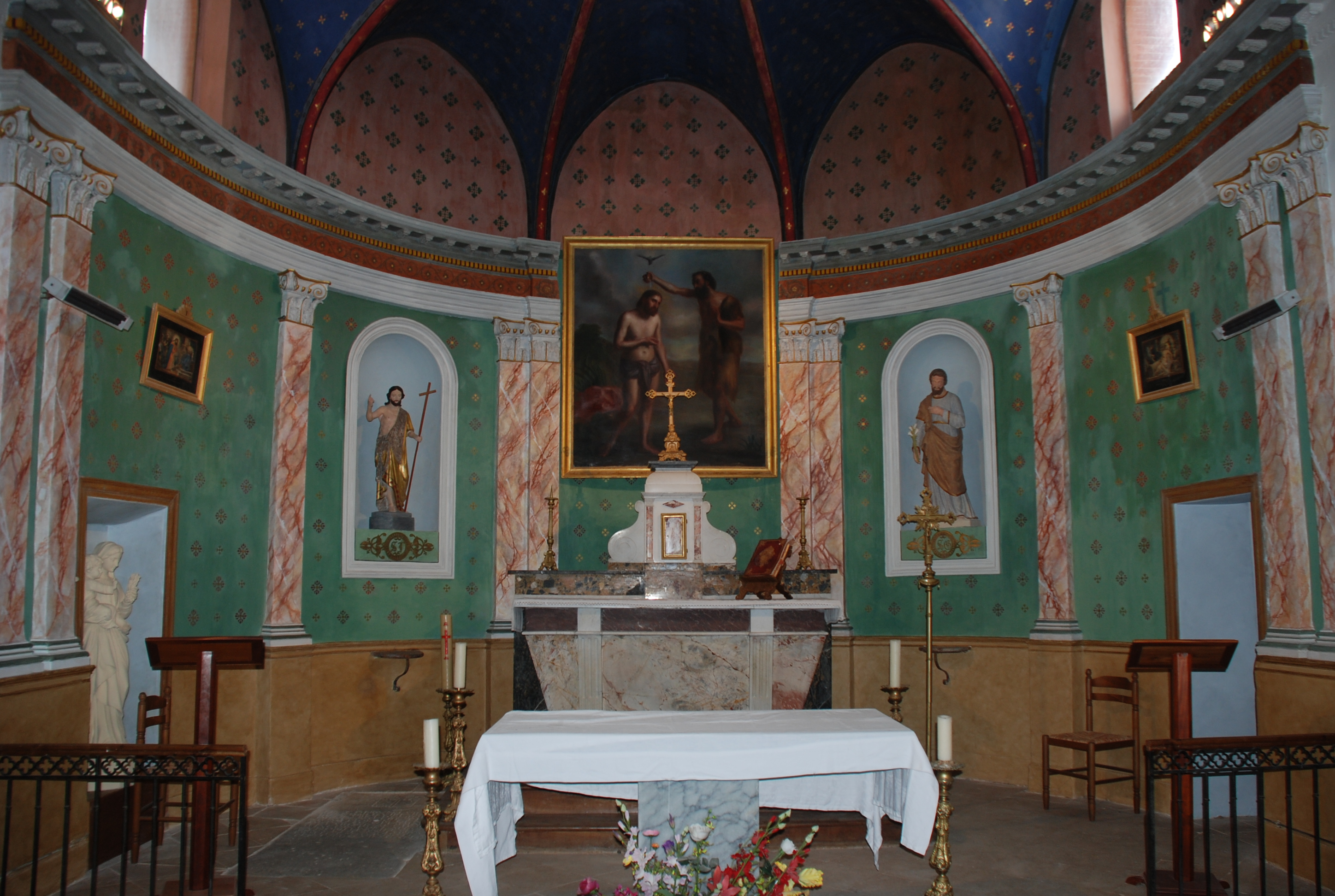
Chœur de l'église Saint-Jean-Baptiste.

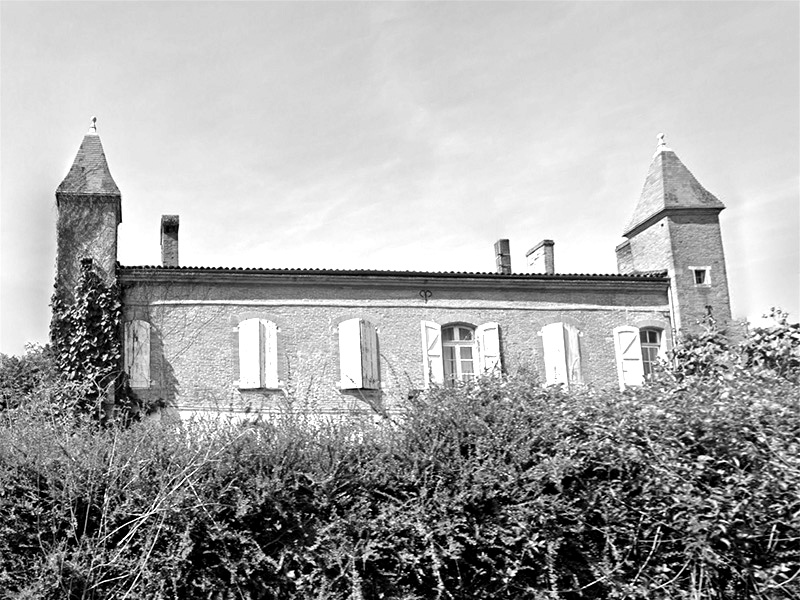
Château de Mervilla.

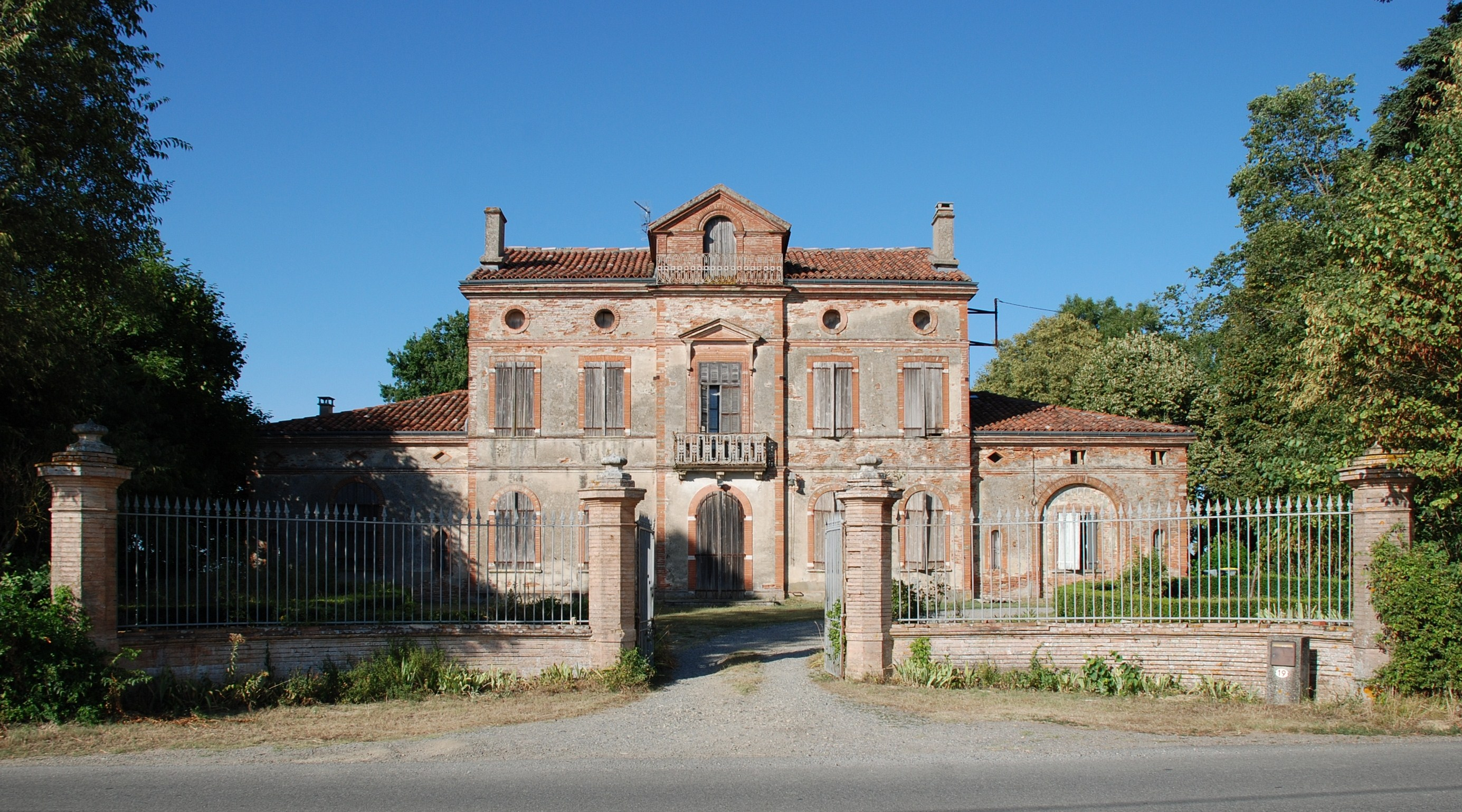
Château de la Garrigue à Mervilla.

- L'église Saint-Jean-Baptiste et la dalle funéraire de Fieubet[42].

À l'intérieur de l'église se trouve la dalle funéraire armoriée datée de 1603, classée aux Monuments historiques, d'Arnaud de Fieubet, secrétaire des Etats du Languedoc, mort en 1603, et de sa femme morte en 1597. On lira avec beaucoup d'intérêt pour la connaissance des relations entre Mervilla et la maison de Fieubet, la notice que Letisserand de Sayrac a consacrée à Arnaud de Fieubet dont l'extrait suivant : " Arnaud de Fieubet avait voulu être enseveli avec Jacqueline - ou plus simplement Jacquette - de Madron, sa femme, en l'église de Mervilla. Tous deux y reposent encore, à gauche du maître-autel, « du costé de l’Evangile » et de leur chapelle, sous une grande dalle de pierre où leurs armoiries, sont gravées au trait 26 au-dessus de l’épitaphe suivante : HIC. CONDVNTVR. CINERES. NOBIL. VIRI. ARNALDI. DE. FILEVBET. DOMINI. DE. GODETZ. A *SECRETIS. COMITIORVM. GENERALIVM. OCCITA. NL2E. ET. CLARISSLM~E. CONJVGIS. JACOBAE. DE. MADRON. EX. NOBILE. FAMILIA. NAM. VT. ET. TVMVLO. SICVT. ET. THALAMO. JVNCTI. ETERNVM. QVIESCANT... « Afin que, unis dans la tombe comme dans le lit conjugal, ils reposent éternellement.. »."
- Le château de Mervilla, ou château Dubarry, ancienne résidence des Fieubet. Demeure des XVIe siècle et XVIIe siècle dans un parc formant un domaine privé.
- Le château de la Garrigue.

### Personnalités liées à la commune
Guillaume de Fieubet

## Pour approfondir